# Freie Secession
Die Freie Secession e. V. war eine deutsche Künstlergruppe, die von 1914 bis 1924 in Berlin bestand.

## Geschichte und Mitglieder
Die Gruppe spaltete sich 1914 von der Berliner Secession ab. Ihre Mitglieder waren 50 Künstler unter Führung von Max Liebermann. Die Abspaltung war Anlass der juristischen „Secessionsprozesse“, in denen sich die bisherigen Mitglieder Beleidigung vorwarfen.
Weitere Mitglieder waren u. a. Ernst Barlach, Max Beckmann, Benno Berneis, Otto Beyer, Theo von Brockhusen, Charles Crodel, Reinhold Ewald, Oswald Galle, Dora Hitz, Eugen Hamm, Hermann Huber, Fritz Klimsch, Georg Kolbe, Käthe Kollwitz, August Kraus, Wilhelm Lehmbruck, Rudolf Levy, Willi Maillard,  Otto Müller, Hans Purrmann, Franz Radziwill, Waldemar Rösler, Richard Scheibe, Karl Schmidt-Rottluff, Alfred Sohn-Rethel, Karli Sohn-Rethel, Götz von Seckendorff, Max Slevogt, Wilhelm Trübner, Henry van de Velde, Otto von Waetjen, Hedwig Weiß und Heinrich Zille.
Die Geschäftsleitung hatte zuerst Erich Schall inne, später dann der Kunsthändler Ferdinand Möller.
Die erste Ausstellung dieser Vereinigung fand 1914 statt, die letzte in der Berliner Galerie Lutz 1923.
Ausstellungen wurden auch zu Ehren verstorbener Künstler veranstaltet, wie beispielsweise 1918 die Gedächtnisausstellung für Wilhelm Trübner und Götz von Seckendorff.
Bei der Großen Berliner Kunstausstellung im Jahr 1921 stellten über 100 Künstler der Gruppe ihre Werke in einer gesonderten Abteilung aus.

## Ausstellungen (unvollständig)
- 1914, Mai–Juni: Erste Schwarz-Weiss-Ausstellung der Neuen Kunst, 19. Kollektivausstellung Neue Kunst, Hans Goltz, München, Odeonplatz 1,[2]
- 1916: Schwarz-Weiss-Ausstellung der freien Secession Berlin[3]
- 1918, Mai – Juli: Freie Secession Berlin 1918, Kurfürstendamm 208–209, Berlin[4][5][6]
- 1921, Mai – September: Große Berliner Kunstausstellung